# Simon (keresztnév)
A Simon a Simeon név görög Szimón alakváltozatából ered. Női párja: Szimóna

## Rokon nevek
- Simeon:[1] héber eredetű név, jelentése meghallgatás, meghallgattatás.[2]
- Semjén:[1] a Simeon régi magyar alakváltozata.[2]

## Gyakorisága
Az 1990-es években a Simon igen ritka, a Simeon és a Semjén szórványos név, a 2000-es években (2004-től) a Simon a 89-93. leggyakoribb férfinév, a Simeon és a Semjén nem szerepel az első százban.

## Névnapok
| Simon - január 5. - február 18. - április 24. - május 16. - május 24. - október 28. Semjén - október 8. | Simeon - január 5. - február 18. - március 24. - április 21. - május 24. - június 1. - október 8. |

## Híres Simonok, Simeonok, Semjének

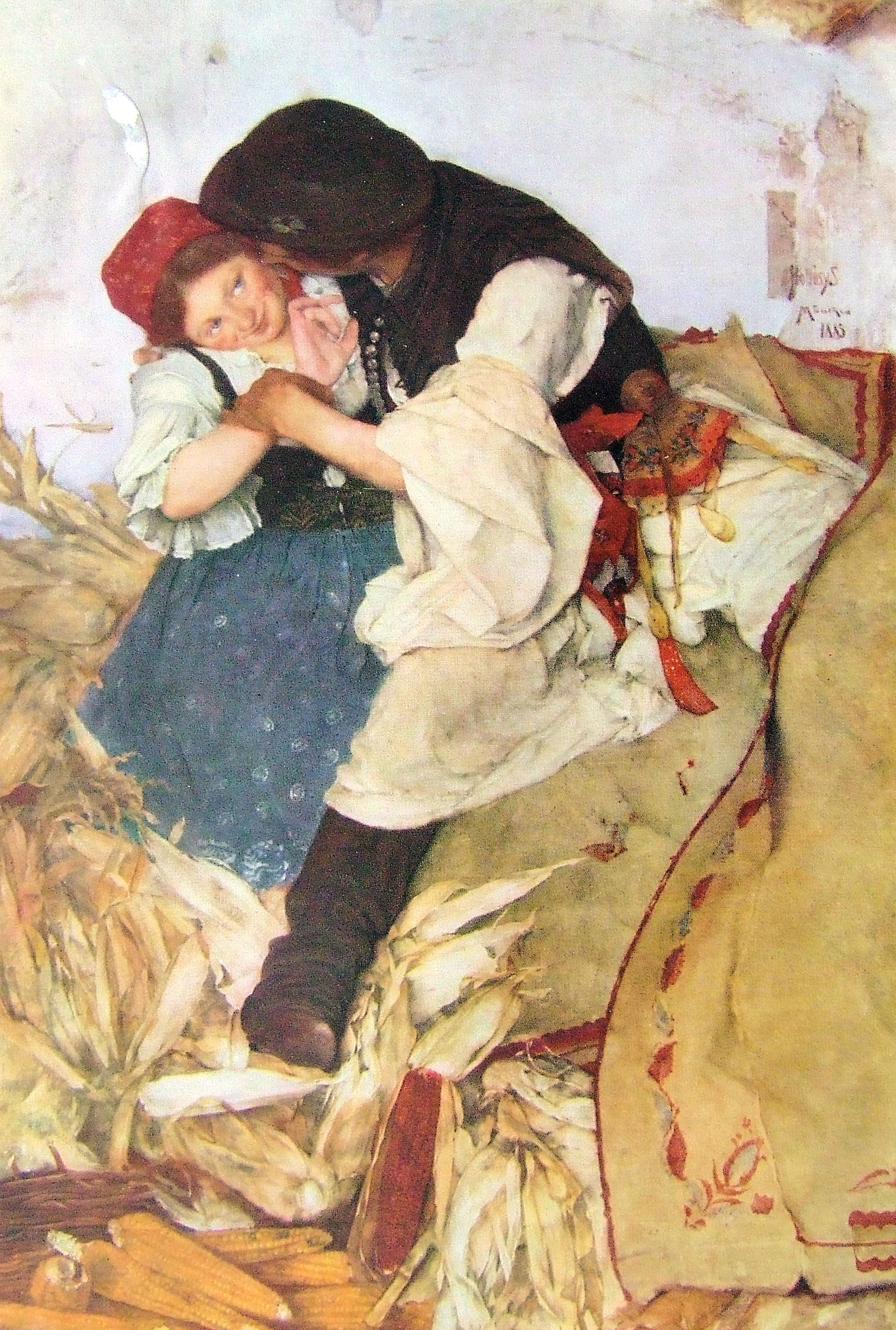
Hollósy Simon: Tengerihántás

### Biblia
- Simon apostolok (Simon Péter és a zelóta Simon)
- Simeon, Jákób fia, Izrael 12 törzse egyikének ősatyja

### Cár
- I. Simeon (Nagy Simeon) bolgár cár
- II. Simeon bolgár cár

### Énekes, zenész
- Simon Webbe brit énekes
- Simon Le Bon, a Duran Duran énekese
- Simon Cowell brit zenei producer
- Paul Simon zenész, az egykori Simon and Garfunkel duó egyik tagja

### Orvos
- Abeles Simon orvos
- Austerlitzer Simon orvos

### Lelkész
- Albelius Simon prédikátor
- Chuchich Simon lelkész
- Basch Simon lelkész

### Egyéb
- Simón Bolívar, latin-amerikai forradalmár. Nagy-Kolumbia első elnöke.
- Simon Brenner polgár
- Budai Simon költő
- Simon Baker amerikai színész - A mentalista
- Christoph Simon bölcselet- és jogtudós, költő
- Forgách Simon kuruc tábornagy
- Hollósy Simon festőművész
- Kézai Simon történetíró, krónikás
- Péchi Simon erdélyi kancellár, a szombatos vallás egyik fő terjesztője
- Sidon Simon magyar matematikus
- Sina Simon földbirtokos, diplomata és mecénás

## Egyéb Simonok, Semjének, Simeonok
- Semjén település
- Sarkadi Imre Oszlopos Simeon című regénye